# Monts Adelbert
Les monts Adelbert sont un massif montagneux du nord de la Papouasie-Nouvelle-Guinée. Leur point culminant est situé à 1 716 m d'altitude.  